# Нові знання
«Нові́ знання́» або «NZ.UA» — українська платформа з електронними щоденниками та журналами з можливостями дистанційного навчання. Надає можливості створення уроків, виставлення оцінок і аналізу успішності учнів, класів, школи. Учні та їхні батьки мають постійний доступ до всієї історії отриманих оцінок та домашніх завдань. Є однією зі складових проєкту «КУРС: Освіта».
Станом на квітень 2024 року, є тридцятим найпопулярнішим сайтом в Україні за даними SimilarWeb.

## Історія
Платформа створена харківською компанією ТОВ «Нові знання», яка займається розробкою освітніх продуктів.
Станом на початок 2022–2023 навчального року, сервіс «Нові знання» використовували 55 % українських шкіл, які впровадили електронні журнали з охоплених дослідженням Державної служби якості освіти. Серед конкурентів «Моя школа» (6 %), «НІТ: Навчання і технології» (5 %), «Е-журнал» (4 %) та інші: HUMAN, Е-schools, Smart School, Всеосвіта, Єдина школа, School Today, shodennik.ua.
21 грудня 2023 року Міністерство освіти і науки повідомило про відповідність сервісу «Нові знання» безпековим та технічним вимогам в інтеграції до АІКОМ (автоматизований інформаційний комплекс освітнього менеджменту) та про укладання договору про співпрацю. Кількість під'єднаних до АІКОМ освітніх систем збільшилась до 5: «Eddy», «Єдина школа», «Human Школа», «Нові Знання», «Моя школа».

## Функціонал
- Журнали: створення уроків, виставлення оцінок та аналізу успішності учнів, класів, школи.
- Щоденники: постійний доступ учням та їхнім батькам до всієї історії отриманих оцінок та домашніх завдань, можливість аналізу успішності за тривалим періодом.
- Звіти: механізми аналізу та графічного відображення навчальних досягнень учня, класу, школи, роботи вчителя.
- Дистанційне навчання: можливості працювати дистанційно, задавати, виконувати та перевіряти роботи онлайн[7].